# Table des caractères Unicode/U1E800
Cette page contient des caractères spéciaux ou non latins. S’ils s’affichent mal (▯, ?, etc.), consultez la page d’aide Unicode.
Table des caractères Unicode U+1E800 à U+1E8DF.

## Kikakui mendé(Unicode 7.0)
Chiffres et syllabes utilisés pour l’écriture avec l’alphasyllabaire kikakui du mendé en Afrique occidentale.
Comme l’écriture arabe, l’écriture kikakui se lit de droite à gauche.

### Table des caractères
| en fr   | 0 | 1 | 2 | 3 | 4 | 5 | 6 | 7 | 8 | 9 | A | B | C | D | E | F |
| ------- | - | - | - | - | - | - | - | - | - | - | - | - | - | - | - | - |
| U+1E800 | 𞠀 | 𞠁 | 𞠂 | 𞠃 | 𞠄 | 𞠅 | 𞠆 | 𞠇 | 𞠈 | 𞠉 | 𞠊 | 𞠋 | 𞠌 | 𞠍 | 𞠎 | 𞠏 |
| U+1E810 | 𞠐 | 𞠑 | 𞠒 | 𞠓 | 𞠔 | 𞠕 | 𞠖 | 𞠗 | 𞠘 | 𞠙 | 𞠚 | 𞠛 | 𞠜 | 𞠝 | 𞠞 | 𞠟 |
| U+1E820 | 𞠠 | 𞠡 | 𞠢 | 𞠣 | 𞠤 | 𞠥 | 𞠦 | 𞠧 | 𞠨 | 𞠩 | 𞠪 | 𞠫 | 𞠬 | 𞠭 | 𞠮 | 𞠯 |
| U+1E830 | 𞠰 | 𞠱 | 𞠲 | 𞠳 | 𞠴 | 𞠵 | 𞠶 | 𞠷 | 𞠸 | 𞠹 | 𞠺 | 𞠻 | 𞠼 | 𞠽 | 𞠾 | 𞠿 |
| U+1E840 | 𞡀 | 𞡁 | 𞡂 | 𞡃 | 𞡄 | 𞡅 | 𞡆 | 𞡇 | 𞡈 | 𞡉 | 𞡊 | 𞡋 | 𞡌 | 𞡍 | 𞡎 | 𞡏 |
| U+1E850 | 𞡐 | 𞡑 | 𞡒 | 𞡓 | 𞡔 | 𞡕 | 𞡖 | 𞡗 | 𞡘 | 𞡙 | 𞡚 | 𞡛 | 𞡜 | 𞡝 | 𞡞 | 𞡟 |
| U+1E860 | 𞡠 | 𞡡 | 𞡢 | 𞡣 | 𞡤 | 𞡥 | 𞡦 | 𞡧 | 𞡨 | 𞡩 | 𞡪 | 𞡫 | 𞡬 | 𞡭 | 𞡮 | 𞡯 |
| U+1E870 | 𞡰 | 𞡱 | 𞡲 | 𞡳 | 𞡴 | 𞡵 | 𞡶 | 𞡷 | 𞡸 | 𞡹 | 𞡺 | 𞡻 | 𞡼 | 𞡽 | 𞡾 | 𞡿 |
| U+1E880 | 𞢀 | 𞢁 | 𞢂 | 𞢃 | 𞢄 | 𞢅 | 𞢆 | 𞢇 | 𞢈 | 𞢉 | 𞢊 | 𞢋 | 𞢌 | 𞢍 | 𞢎 | 𞢏 |
| U+1E890 | 𞢐 | 𞢑 | 𞢒 | 𞢓 | 𞢔 | 𞢕 | 𞢖 | 𞢗 | 𞢘 | 𞢙 | 𞢚 | 𞢛 | 𞢜 | 𞢝 | 𞢞 | 𞢟 |
| U+1E8A0 | 𞢠 | 𞢡 | 𞢢 | 𞢣 | 𞢤 | 𞢥 | 𞢦 | 𞢧 | 𞢨 | 𞢩 | 𞢪 | 𞢫 | 𞢬 | 𞢭 | 𞢮 | 𞢯 |
| U+1E8B0 | 𞢰 | 𞢱 | 𞢲 | 𞢳 | 𞢴 | 𞢵 | 𞢶 | 𞢷 | 𞢸 | 𞢹 | 𞢺 | 𞢻 | 𞢼 | 𞢽 | 𞢾 | 𞢿 |
| U+1E8C0 | 𞣀 | 𞣁 | 𞣂 | 𞣃 | 𞣄 |   |   | 𞣇 | 𞣈 | 𞣉 | 𞣊 | 𞣋 | 𞣌 | 𞣍 | 𞣎 | 𞣏 |
| U+1E8D0 | 𞣐  | 𞣑  | 𞣒  | 𞣓  | 𞣔  | 𞣕  | 𞣖  |   |   |   |   |   |   |   |   |   |